# Chakurinochabl
Chakurinochabl (russisch Хакуринохабль; adygeisch Хьэкурынэхьабл) ist ein Aul in der Republik Adygeja (Russland) mit 4038 Einwohnern (Stand 14. Oktober 2010).

## Geographie
Der Ort liegt am rechten Ufer des Fars, eines linken Nebenflusses der Laba, knapp 50 km Luftlinie nördlich der Republikhauptstadt Maikop.
Chakurinochabl ist Verwaltungssitz des Rajons Schowgenowski und Sitz der Landgemeinde Chakurinochablskoje selskoje posselenije, zu der neben dem Aul noch die Weiler (chutor) Chapatschew und Kirow gehören.

## Geschichte
Der Ort wurde 1863 gegründet. 1922 wurde er Verwaltungssitz eines Okrugs, 1924 eines Rajon, der 1929 nach dem adygeischen Bolschewiken Mos Schowgenow (1876–1918) benannt wurde. Schowgenow wurde im Russischen Bürgerkrieg in Chakurinochabl won Weißgardisten erschossen. 1958 erhielt auch der Aul wie der Rajon den Namen Schowgenowski. 1996 erfolgte die Rückbenennung, wobei der Rajon seinen Namen behielt.

### Bevölkerungsentwicklung
| Jahr | Einwohner * |
| ---- | ----------- |
| 1939 | 2865        |
| 1959 | 3304        |
| 1970 | 4265        |
| 1979 | 4254        |
| 1989 | 4101        |
| 2002 | 3828        |
| 2010 | 4038        |

## Verkehr
Durch Chakurinochabl verläuft die Regionalstraße R256, die von Maikop ausgehend den Zentralteil der Republik links der Laba erschließt und dann vorbei an der Stadt Labinsk durch die benachbarte Region Krasnodar in die Republik Karatschai-Tscherkessien führt, wo sie südlich von Ust-Dscheguta an der Fernstraße A155 endet.

## Söhne und Töchter des Ortes
- Chussen Andruchajew (1920–1941), adygeischer Dichter, Held der Sowjetunion
- Daud Aschchamaf (1897–1946), adygeischer Linguist und Folklorist